# Batman: The Long Halloween
Batman: The Long Halloween es una serie limitada de trece cómics ambientada en el universo de Batman, obra de Jeph Loeb (guion) y Tim Sale (dibujos). Fue publicada por DC Comics entre los años 1996 y 1997.
La serie está fuertemente influida por la corriente cinematográfica del cine negro y por películas como El Padrino. De hecho, uno de sus personaje centrales es el mafioso Carmine Falcone, quien fue presentado por Frank Miller en Batman: año uno.
La trama, que muestra un año completo de la vida de Batman y Gotham City, está ambientada en los primeros años del hombre murciélago, presentando al héroe intentando descubrir a un misterioso asesino, mientras al mismo tiempo que transcurre el caso, ocurre una evolución en la galería de villanos del bat-universo, quienes pasan de maleantes u mafiosos, a supervillanos con disfraces teatrales. Además, vuelve a relatar (con importantes cambios que eliminan su clásico y marcado trastorno mental) el origen definitivo de Dos Caras, alterando el anterior origen Post-Crisis expuesto en el Annual N.º 14 de la serie Batman llamado "The Eye of Beholder" por su autor Andrew Helfer publicado en 1990.
La historia fue aceptada dentro de la continuidad de los cómics de Batman después de que Hora Cero borrara los eventos de Batman: Año dos.

## Argumento
Mientras Batman, el capitán James Gordon y el fiscal de distrito Harvey Dent trabajan conjuntamente para terminar con las actividades ilegales del mafioso Carmine el Romano Falcone, un misterioso villano de nombre Festivo comienza a asesinar, cada día festivo (holidays, en inglés), a importantes personajes vinculados a la familia Falcone, dejando siempre en la escena del crimen una arma calibre .22, con una tetilla de biberón a modo de silenciador, y una tarjeta de saludo.
Los asesinatos parecen perpetrados por un profesional y las pistas son pocas. Batman y Gordon recurren a un villano que también ha usado el tema de los días festivos: el Hombre Calendario, quien se encuentra en prisión. A medida que avanza la investigación, la evidencia comienza a apuntar en contra del mismísimo fiscal Harvey Dent, quien se encuentra empecinado en destruir la actividad criminal de la familia Falcone, y que, por esos días, pasa por una difícil situación familiar. Gilda, su esposa, le recrimina sus actitud obsesiva con el trabajo y le pide que tengan un hijo y una vida más apacible. Sin embargo, Dent sigue obsesionado en campaña contra el clan Falcone.
Carmine Falcone, por su parte, preocupado por el hecho de que su imperio ya no es invencible, comienza a reclutar supervillanos con el fin de detener Holiday. A Enigma le encomienda averiguar la identidad del misterioso asesino; a Hiedra Venenosa, seducir al alter ego de Batman, Bruce Wayne, a fin de que le ayude a conseguir dinero del Banco de Gotham City; al Espantapájaros y al Sombrerero Loco, realizar una serie de robos a fin de obtener recursos para la familia Falcone. Sin embargo, los asesinatos continúan y Falcone queda devastado cuando su hijo Alberto, un exitoso estudiante de Harvard, es asesinado en vísperas de año nuevo, perdiéndose su cuerpo en el río de Gotham City.
El fiscal Dent, a pesar de las crecientes acusaciones que lo indican como el asesino "Holiday", continua su ofensiva en contra de la familia Falcone. Consigue que Sal Maroni, mafioso rival de Carmine Falcone, acceda a testificar a cambio de beneficios penales. Todo marcha bien, pero el día del juicio el asistente de Dent, Vernon Field, es contactado a fin de que haga llegar un paquete a Maroni, el que resulta ser ácido que el criminal usa para desfigura el rostro de Dent. El fiscal es hospitalizado, pero el ataque le afecta psicológicamente y le hace desarrollar una doble personalidad; huye del hospital y se refugia en las cloacas con Solomon Grundy.
A pesar de contar con custodia policial, Maroni es asesinado por el supuestamente fallecido Alberto Falcone, quien se presenta como "Holiday", revela haber fingido su propia muerte y cuenta el porqué de sus asesinatos: su cumpleaños era en el día de San Valentín y su padre estaba siempre muy ocupado para pasar tiempo con él. Los asesinados era su manera de "hacer tiempo" para estar con su padre y ganarse un lugar en la familia de la cual se sentía marginado, ya que no se le dejaba participar en el negocio familiar. Alberto es sentenciado a la cámara de gas, pero se pide clemencia señalando su falta de cordura, por lo que la pena es conmutada por la de reclusión en el Asilo Arkham para criminales dementes.
En el clímax, Carmine Falcone es confrontado en su propia oficina por todos los villanos que aparecen a lo largo de la historia, incluidos el Joker, Catwoman, Solomon Grundy, Hiedra Venenosa, el Sombrerero Loco, el Espantapájaros y el Pingüino, quien hasta el momento no había aparecido. El grupo es liderado por Harvey Dent (quien los liberó de Arkham), ahora conocido como Dos Caras. Batman aparece y logra vencerlos a todos, menos a Catwoman y Dos Caras. Este último asesina a Falcone al estilo "Holiday" frente a la hija del mafioso, Sofia Falcone Gigante. Sofia trata de vengar a su padre, pero es detenida por Catwoman. Ambas caen al vacío por una ventana. Catwoman sale ilesa, Sofia no corre con tanta suerte.
Dos Caras, luego de vengarse de su asistente Vernon, se entrega a la policía. Antes de ser encerrado en Arkham, comenta la existencia de dos asesinos Holiday; Batman y Gordon creen entender que Dent se refiere a sí mismo como el segundo asesino. Sin embargo, en el epílogo del cómic, vemos a Gilda Dent aprontándose para dejar Gotham City para siempre y explicando, a un Harvey Dent ausente, que ella fue el primer Holiday y que su motivo no era otro sino liberar a la ciudad de las amenazas criminales para que así su marido pudiese dedicarle más tiempo.

## Crítica
Hilary Goldstein, de IGN, ubicó a The Long Halloween en el cuarto lugar de su lista de las mejores veinticinco novelas gráficas de Batman.